# Москва-Товарная
Москва-Товарная — железнодорожная станция главного хода Октябрьской железной дороги в Москве (Ленинградское направление). По основному характеру работы является грузовой, по объёму работы отнесена к 1 классу. Входит в Московский центр организации работы станций ДЦС-1 Октябрьской дирекции управления движением.
Является стыковой междудорожной (передаточной) на Московскую железную дорогу.

## Описание
Основная часть станции простирается от платформы Останкино на северо-западе (по I, II путям захватывает платформу) до Крестовского путепровода на юго-востоке.
На станции 4 главных пути и множество боковых путей. Четыре парка: 1 сортировочный, 6, 7, 8. Главные пути № I, II предназначены для следования пригородных электропоездов с левосторонним движением, главные пути № III, IV для следования поездов дальнего следования и экспрессов с правосторонним движением. Четвёртый главный путь на данном участке линии был построен в конце 2000-х — начале 2010-х.
Кроме основной части станции, можно выделить дополнительные пути:
- Один из путей продолжается далее за Крестовский путепровод, проходит между заборами, между главными путями № III, IV и Алексеевской соединительной линией МЖД, идёт до грузового двора, находящегося к западу от Ленинградского вокзала.
- Часть путей отходит от главного хода на запад параллельно Алексеевской соединительной линии, к северу от бывшего Алексеевского поста, к юго-западу от Веткиной улицы.

### Прилегающие перегоны
- К станции Москва-Пассажирская (Ленинградскому вокзалу) — четырёхпутный (главные пути № I, II, III, IV). Пути № I, II проходят в границах станции только небольшой участок на северо-западе, далее отделяются на восток на перегон, огибая станцию Николаевка и проходя рядом с путями Ярославского направления МЖД. Основные платформы Рижская № 1, 2 находятся на этом перегоне. Пути № III, IV проходят вдоль всей станции, на перегоне находятся платформы Рижская № 3, 4, не используемые c 2010 года в штатном движении.
  - Также к станции Москва-Пассажирская существует дополнительный соединительный путь для движения маневровых передач без средств сигнализации (между съездом на Николаевку и главными путями № III, IV).
- К станции Ховрино — четырёхпутный (главные пути № I, II, III, IV). Начинается у платформы Останкино.
- К станции Николаевка Московской железной дороги — однопутный. Стрелочный съезд под Крестовским путепроводом. Продолжается в единственный электрифицированный путь станции Николаевка. Предназначен для транзитного движения поездов с/на Казанское / Рязанское направление МЖД. Соответствующий условный раздельный пункт границы дорог — Москва-Тов. САИПС с кодом 060228.
- К станции Москва-Рижская Московской железной дороги — двухпутный. Два стрелочных съезда на главные пути Алексеевской соединительной линии МЖД, проходящие здесь в границах Москвы-Рижской. Соответствующий условный раздельный пункт границы дорог — Москва-Тов. САИПС с кодом 060213.
  - Съезд под Крестовским путепроводом в сторону станции Москва-Каланчёвская, начинающейся за мостом и далее на Курское и Горьковское направление МЖД. Использовался в том числе электропоездами «Сапсан», следующими по маршруту Санкт-Петербург — Нижний Новгород.
  - Съезд в районе бывшего Алексеевского поста в сторону Рижского и Смоленского направлений МЖД. В 2000-х некоторое время был законсервирован.

## Пригородное движение
- Имеется служебная полуминутная остановка части электропоездов на переезде 646 км по требованию работников С-З ДОСС и начальника станции[2].
- О. п. Останкино частично находится в границах станции — только I и II пути, используемые для основного пригородного движения, по ним входные светофоры расположены северо-западнее платформ. По III, IV путям входные у юго-восточного края платформ.

## Закрытие грузовой работы
В марте 2016 года станция закрыта для выполнения грузовых операций по параграфам 2, 3, 4, 5, 7, 8, 9, 10 Тарифного руководства № 4; открыта для выполнения операций по знаку «X» (грузовые и пассажирские операции не производятся). Код ЕСР/АСУЖТ сменён с 060209 на 060232.